# 靜岡電視台
株式會社静岡電視（日语：／ Terebi Shizuoka */?），通稱靜岡電視台，簡稱SUT，是日本的一家以靜岡縣為放送地域的電視台。靜岡電視台開播于1968年11月1日，是靜岡縣的第二家民營電視台和第一家UHF電視台。靜岡電視台是富士電視台聯播網FNN及FNS的成員，呼號為JOQH-DTV，遙控器號碼是8頻道。

## 資本構成
下表列出2021年3月31日時靜岡電視台的主要股東:346：
| 資本金  | 發行股份總數 | 股東數 |
| ------- | ------------ | ------ |
| 3億日元 | 600,000股    | 25     |

| 股東                 | 持股數    | 比例   |
| -------------------- | --------- | ------ |
| 富士媒體控股         | 126,000股 | 21.00% |
| 靜岡鐵道             | 86,000股  | 14.33% |
| 鈴木                 | 49,000股  | 08.16% |
| 靜岡保險綜合服務     | 37,000股  | 06.16% |
| 中日新聞社           | 32,500股  | 05.41% |
| 靜岡銀行             | 30,000股  | 05.00% |
| 駿河銀行             | 30,000股  | 05.00% |
| 遠州鐵道             | 30,000股  | 05.00% |
| 東海放送會館         | 21,000股  | 03.50% |
| 靜岡電視台董事持股會 | 18,500股  | 03.08% |

## 歷史
1926年2月25日，靜岡縣濱松高等工業學校的高柳健次郎成功在電視屏幕上顯示出「（イ）」文字，是世界最早的電視試驗之一，靜岡縣也因此成為日本電視發祥之地:1。1961年10月16日，產經新聞就和富士電視台共同向東海電波監理局提出了「株式會社TV靜岡」（株式会社テレビ静岡）的設立申請，是靜岡縣最早的申請設立第二家民營電視台的公司:9。同月中日新聞也和鈴木汽車等公司合作，共同提出設立「靜岡電視株式會社」（静岡テレビ株式会社）的申請:9。至1962年4月，靜岡縣已有超過10家公司提出設立第二家民營電視台的申請:9-10。1967年6月，時任產經新聞社社長水野成夫（靜岡縣濱岡町出身）、富士電視台社長鹿內信隆及副社長福田英雄拜會靜岡縣選出的時任郵政大臣小林武治，希望郵政省釋出UHF頻段用於播出電視:5。同年9月，小林表示將在靜岡等15個地區釋出UHF電視台執照，並在神戶、岐阜等廣域廣播圈的都市釋出獨立台執照。靜岡縣第二家民營電視台的設立開始帶有現實色彩:11。郵政省同時邀請靜岡縣政府出面調整各家申請業者進行統合。靜岡縣政府對縣外的各家報社要求確保靜岡本地資本佔據優先地位，並且不得派出董事，獲得產經新聞和中日新聞的無條件同意:12-13。而朝日、每日、讀賣三家公司則退出靜岡縣第二家民營電視台的申請:15。1967年9月19日，同意參與申請的各方以「靜岡UHF電視台」（静岡ユー・エッチ・エフ・テレビ）名義申請獲得電視執照，並在11月1日獲得預備執照:15。同年12月25日，靜岡UHF電視台舉辦發起人總會:16。翌年2月9日，靜岡UHF電視台舉辦創立總會，並於2月13日正式登記成立公司:17-18。在靜岡鐵道不動產部的配合下，靜岡UHF電視台在靜岡市栗原購買土地以修建總部:21。開播前夕的1968年10月20日，靜岡UHF電視台的公司名改為靜岡電視台:29。
1968年11月1日早晨8時56分，靜岡電視台正式開播:29。開播時靜岡電視台覆蓋了靜岡縣約80%的人口:30。同年12月24日，靜岡電視台開始播出廣告:30。靜岡電視台在1971年導入了彩色攝影機，開始播出自製的彩色節目:184-185。1973年7月，靜岡電視台濱松本社竣工。該建築擁有比當時靜岡總部更大的攝影棚，因此同時承擔節目製作機能，製作每週四的《Wide in靜岡》:51。同年10月，靜岡電視台總部的新攝影棚竣工，其面積達315平方公尺，是當時靜岡縣最大的電視攝影棚:52。翌年靜岡電視台和美國KMTV-TV簽訂姊妹台協議，擁有了首個海外姊妹台:59。1976年9月，靜岡電視台總部別館竣工:65-66。
1970年代後期，靜岡縣第三家及第四家民營電視台相繼開播，靜岡電視台面臨更激烈的廣告競爭，在1979年度及1980年度出現連續兩年營業額減少的局面:72-74。1981年度，靜岡電視台營業額恢復增長，並首次超過50億日元:85。但這一年靜岡電視台全日平均收視率只有6.7%，在靜岡縣的四家民營電視台中位列第三:110。黃金時段的平均收視率也只有12.8%，僅高於最晚開播的靜岡第一電視台的12.7%，低於靜岡縣民放送（現靜岡朝日電視台）的14.3%和靜岡放送的17.4%:226。然而憑藉核心台富士電視台收視率的上升，靜岡電視台在1984年6月以全日8.5%、黃金時段22.9%、晚間時段19.7%的收視率首次獲得收視率三冠王:110-111。同年5月，靜岡電視台開始修建總部新館，並在同年12月竣工。新館的建築面積達1,825平方公尺，共有三層，並在二層設有新主控室:114-115。1986年度，靜岡電視台的營業額超過70億日元大關:127。翌年靜岡電視台和韓國大田文化廣播簽訂姊妹台協議:128-129。靜岡電視台在1989年導入了衛星新聞轉播（SNG）系統，提高新聞報道的機動性:132。
靜岡電視台在2003年啟用了現行商標，並啟用了吉祥物Teleshizu。靜岡電視台於2005年11月1日和靜岡朝日電視台及靜岡第一電視台在同一天開始播出數位電視。2011年7月24日，靜岡電視台停止播出類比電視。2014年7月，靜岡電視台開始修建新總部大樓。這座建築地上有5層：一層設有攝影棚和會議室；二層是報道、製作等部門的辦公地點；三層則以技術部門為主，並設有主控室；四層是董事的辦公室，並設有總務部、經理部等部門。2017年10月，靜岡電視台開始從新總部播出節目。

## 節目
1970年時，靜岡電視台平均每月為FNN送出14條在日本全國播出的新聞，名列FNN各台第三位，在UHF電視台中更排名第一:146。1974年七夕豪雨時，靜岡電視台在報道豪雨災害的同時播出參議院選舉和靜岡縣知事選舉的開票情況，獲得高度評價:149-150。靜岡電視台在1978年導入了電子新聞採集（ENG）系統，大幅提高新聞採訪和編輯能力:158-159。1978年10月，靜岡電視台開始播出《靜岡電視台新聞報道》（テレビ静岡ニュースレポート）節目，並於翌年將該節目改名為《靜岡電視台新聞廣場》，實現傍晚帶狀地方新聞節目的大型化:161-162。因富士電視台傍晚新聞節目在1984年進行改革，靜岡電視台也自1984年開始播出《FNN靜岡電視台Super Time》，將全國新聞和地方新聞整合為一個節目:162-163。現在靜岡電視台在平日傍晚播出的新聞節目是2019年7月開始播出的《回家電視》。該節目是由資訊節目《Ttepen!》和新聞節目《Live News it!》統合誕生。此外靜岡電視台還在週六傍晚播出自製資訊節目《Kusadeka》。
靜岡電視台的第一個自製節目是觀眾參加的公開節目《競猜之王》:29。1971年10月開始，靜岡電視台開始播出時長55分的大型自製帶狀資訊節目《Wide in靜岡》（ワイドインしずおか）:43-44。該節目也是靜岡縣首個自製帶狀資訊節目，並曾附有手語通譯:185-188。1977年開始播出的《電視寺子屋》是靜岡電視台製作的在日本全國播出的教育節目，現在仍在播出:67-68。該節目自1979年開始還出版了紙本書籍:80。1987年，《電視寺子屋》獲得日本民間放送聯盟賞放送活動部門優秀賞:190。此外靜岡電視台製作的《富士登山馬拉松》:64-65、《日本的黎明》:85-86等節目亦曾通過聯播網在日本全國播出。靜岡電視台製作過眾多紀錄片節目。1974年，靜岡電視台前往阿富汗取材，是其首次海外採訪。這次取材拍攝的紀錄片《追踪幻中游牧民》獲得了銀河賞肯定:173-174。翌年靜岡電視台的紀錄片「托比亞之船」獲得藝術祭優秀賞:175。在開播10週年之際的1978年，靜岡電視台製作了《鄉土史系列》紀錄片，介紹靜岡縣本地的歷史:177-179。靜岡電視台還製作過超過7萬名兒童出演的兒童音樂節目《週六音樂會》:193等具有特色的節目。
靜岡電視台亦轉播過靜岡縣高中排球錦標賽等體育比賽:165，並且獨家轉播富士登山驛傳:167-169。靜岡電視台還是日本平櫻馬拉松的主辦及轉播單位:169-170。因靜岡縣在日本有「足球王國」之稱，靜岡電視台曾在1973年舉辦「足球節」活動:170。靜岡電視台還曾經是J聯賽球隊清水心跳的大股東，現在亦轉播清水心跳的比賽。

## 註释
1. ↑  「三冠」指全日（6:00-24:00）、黃金時間（19:00-22:00）、晚間時段（19:00-23:00）三個時段皆獲得收視率第一。

## 外部連結
- 靜岡電視台官方網站
- 靜岡電視台新聞的Facebook專頁
- 靜岡電視台新聞的Instagram帳戶
- 靜岡電視台新聞的X（前Twitter）
- 靜岡電視台廣報的X（前Twitter）
- YouTube上的靜岡電視台頻道